# Месинско земетресение (1908)
Месинското земетресение, споменато в научната литература като Земетресението в Южна Калабрия-Месина или също като Земетресението в Калабрия-Сицилия, се счита за едно от най-катастрофалните сеизмични събития на XX век. То е с епицентър в Месинския пролив (38°10′ с. ш. 15°35′ и. д. / 38.166667° с. ш. 15.583333° и. д.), Италия, и с основен трус в 5:21 часа местно време на 28 декември 1908 г.  Интензивността на основния трус се оценява като 9-та степен по скалата на Меркали-Канкани-Зиберг (МКЗ), а магнитудът - на 7,1.
Земетресението нанася сериозни щети на градовете Месина и Реджо Калабрия (Сицилия) в рамките на 37 секунди. Половината от населението на Месинa и 1/3 от това на Реджо Калабрия губят живота си. Първият трус разрушава двата града и съседните селища по Месиниския пролив. Населението търси подслон срещу рухванията и пожарите на плажовете. Там хората са изненадани от силно цунами, което поразява бреговете на пролива няколко минути след основния трус. Броят на жертвите е неясен, тъй като много трупове са извадени в морето, и може да е от 100 до 200 хил. души.
Това е най-сериозното запомнено природно бедствие в Европа по брой жертви и най-голямото природно бедствие, което някога е засягало територията на Италия в исторически времена.

## Сеизмографски записи
През нощта сеизмографите регистрират силно  земетресение. То се оказва секторно класификацируемо в район, разположен в Италия. Но по-точна информация в това отношение не е налична: върху разпечатките на сеизмичните обсерватории остават само следите, маркирани от пистите, които учените бързо започват да анализират и интерпретират. Телеграфите всъщност започват да тиктакат, докато техниците чакат да получат и да обменят новини.
Още преди да се получи официално съобщение, много нации по света и самата Италия са информирани чрез научни инструменти.
Сеизмографите само подчертават голямата интензивност на трусовете, без да позволят на специалистите да идентифицират конкретното местоположение със сигурност. Човек може само да си представи щетите, причинени от земетресение с такава интензивност. Служителите на Ксимеанската обсерватория във Флоренция отбелязват:
| „ | Тази сутрин в 5:21 започва впечатляващ, необикновен запис в инструментите на обсерваторията: „Амплитудите на трасетата бяха толкова големи, че не влизаха в цилиндрите: те са с размери над 40 сантиметра. Някъде се случва нещо сериозно. | “ |

### Причини за земетресението
Според Националния институт по геофизика и вулканология на Италия земетресението е причинено от голям сляп нормален разлом с нисък наклон на SE, разположен главно край Месинския пролив, между плочите. Горната му проекция пресича земната повърхност от западната сицилианска страна на пролива. През 2019 г. изследователи от Бъркбек, Лондонски университет, откриват активния разлом, отговорен за земетресението. Проучването идентифицира разлома като картографиран по-рано, но малко проучения разлом Месина-Таормина, който се намира край бреговете на Сицилия и минава покрай Месинския пролив. Екипът използва данни от 1907-1908 г., за да изследва модела на възвишения и падения, наблюдавани в района на Месина и Калабрия, които силно приличат на тези в резултат на други мощни земетресения, предизвикани от нормални разломи. След сравняване на посоката и размера на движенията на известни разломи с наблюдаваните повърхностни движения в Месина и Калабрия, изследователите успяват да идентифицират вероятния активен разлом, причинил катастрофалното земетресение, както и посоката и размера на движенията.
Италия се намира по протежение на граничната зона на Африканската континентална плоча и тази плоча се притиска към морското дъно под Европа със скорост от 25 милиметра годишно. Това причинява вертикално изместване, което от своя страна може да причини земетресения. Земетресението е регистрирано от 110 сеизмографски станции по света и е едно от първите регистрирани с инструменти.
Месинският пролив е част от регионалното тектонично трасе, известно като Калабрийска дъга – област на диференциално издигане, произтичаща от динамиката на йонийските и южните тиренски тектонични единици – два от признатите блокове на литосферни микроплочи в силно фрагментираната италианска част на контакта Африка – Евразия. Някои от най-силните земетресения, случили се през последните векове, се случват в Калабрийската дъга, като земетресенията в Калабрия от 1783 и 1905 г. и по-катастрофалното земетресение в Месина от 1908 г.
Записите показват, че значителна сеизмична активност настъпва в районите около Месинския пролив няколко месеца преди 28 декември и се увеличава по интензитет от 1 ноември. На 10 декември земетресение с магнитуд 4 поврежда някои сгради в Новара ди Сичилия и Монталбано Еликона, и двете в провинция Месина.
Има общо 293 вторични труса между 28 декември 1908 г. и 11 март 1909 г.
През 2008 г. е предложено, че придружаващото цунами не е причинено от земетресението, а по-скоро от голямо подводно свлачище, което го е предизвикало. Вероятният източник на цунамито е край Джардини-Наксос (40 км южно от Месина) на сицилианския бряг, където на батиметрична карта на дъното на Йонийско море е открито голямо подводно свлачищно тяло с челна част.
В проучване от юли 2021 г., публикувано от италиански изследователи от Катанския университет и немски изследователи от Килския университет, и други, са повторени 5-те ключови точки относно причините за земетресението от 1908 г. в Месина:
- „Морските сеизмични данни с висока разделителна способност предоставят доказателства за повърхностни разломи в Месинския пролив.“
- „Активен, преди това немаркиран екстензионален разлом с дължина 34,5 km деформира морското дъно.“
- „Прекъснатост с нисък ъгъл, с падане на предната част на стъпалото, е подчертана от 3D разположението на земетресенията.“
- „Смята се, че смущението на напрежението върху по-дълбоката прекъснатост прехвърля допълнителното напрежение към покриващите крехки разломи.“
- „Резултатите ни позволяват да поставим под въпрос повечето от предишните модели, свързани със сеизмогенния източник от 1908 г.“

## Места
Земетресението удря с различна интензивност Калабрия и Сицилия: епицентърът е регистриран в Община Реджо ди Калабрия (между Арки и Долно Орти), като сеизмогенната кутия се простира над цялото крайбрежие на Реджо от Мелито ди Порто Салво до Шила и в селцето Торе Фаро, в рамките на което интензитетът по Скалата на Меркали-Канкани-Зиберг (МКЗ) е равен или по-голям от 10.
Териториите в Провинция Реджо Калабрия, Вибо Валентия, източната част на Провинция Месина и крайната северна част на Провинция Катания са засегнати от трусове с МКЗ интензитет, равен или по-голям от 8.
С МКЗ интензитет над 6 земетресението е регистрирано в останалата част на Калабрия и в Източна Сицилия. С МКЗ интензитет над 4 то е регистрирано и в Централна Сицилия, в южните райони на Базиликата, Кампания и Пулия, а също и във Валета. С МКЗ интензитет по-нисък от 4, земетресението е регистрирано и в Западна Сицилия (Марсала, Трапани), в Кампания (Неапол), в Базиликата (Потенца, Матера), в Пулия (Таранто, Лече) и чак до Молизе (Кампобасо, Термоли).
Епицентърната зона е силно сеизмична; всъщност е засегната от най-малко 8 сеизмични събития с магнитуд, равен или по-голям от 6 в исторически времена.  Особената критичност на района се определя от факта, че той е дом на множество населени центрове, включително два големи:
- Месина (147 589 жители през 1901 г.), пристанищен град на Сицилия, с много древен произход, разположен на западния бряг на едноименния пролив и около 3 км от калабрийския бряг, който също е засегнат от земетресението от 1783 г., което разрушава голяма част от града.
- Реджо ди Калабрия (77 761 жители през 1901 г.), също с отдалечен произход и важен през гръцкия и ранния средновековен период, е почти унищожен от земетресението от 1783 г., което води до последващо възстановяване на много от неговите квартали съгласно нов регулаторен план и с новаторски критерии, които все още се прилагат.

## Факти
В понеделник, 28 декември 1908 г., земетресение с магнитуд от 7,25 (9 степен по Меркали-Канкани-Зиберг) удря силно Месинския пролив, удряйки Месина и Реджо в около 5:20 часа сутринта местно време. Едно от най-мощните земетресения в италианската история настъпва докато хората спят, прекъсва всички комуникационни пътища (пътища, железопътни линии за Палермо и Сиракуза, трамваи за Джампилиери и Барчелона, телеграфи, телефони), поврежда електрическите кабели и газовите тръби и по този начин спира уличното осветление чак до Вила Сан Джовани и Палми. 
С последиците от цунамито събитието опустошава особено Месина, причинявайки срутването на 90% от сградите. Скорошна теза твърди, че в действителност цунамито след земетресението е било причинено от подводно свлачище, а не директно от земетресението – свлачище, което би трябвало да е разположено, отново според същите проучвания, между водното тяло пред Джардини-Наксос и това с изглед към квартал „Поцо Ладзаро“ на Санта Тереза ди Рива.

### Свидетелства на времето
Докладът до Сената на Кралство Италия от 1909 г. за земетресението в Месина и Реджо гласи следното: 
| „ | Момент на силата на стихиите удари две много благородни провинции – много благородни и скъпи – събаряйки много векове работи и цивилизации. Това не е само нещастие на италианския народ; това е нещастие за човечеството, така че жалкият вик избухна от двете страни на Алпите и моретата, сливайки и обърквайки, в състезание на саможертва и братство, всеки човек, всяка класа, всяка националност. Това е жалост към живите, които търсят отмъщение на човечеството за насилието на земята. Може би ужасната картина все още не е завършена в нашия интелект, нито концепцията за голямото нещастие е точна, нито все още сме в състояние да измерим пропорциите на бездната, от чиито страховити дълбини искаме да се издигнем отново. Знаем, че щетите са огромни и са необходими големи и незабавни мерки. | “ |

На сицилианците и калабрийците е оказана незабавна помощ във вторник, 28 декември, от руски и британски кораби, които са на котва в Сиракуза и в Аугуста, докато италианската помощ пристига малко след това, сутринта на 29 декември. Забавянето се дължи на факта, че параходите напускат Неапол и то късно вечерта, веднага след като истинската новина за катастрофата достигна до правителството.
Бъдещият носител на Нобеловата награда за литература Салваторе Куазимодо (който тогава е на 7 години) се мести в Месина три дена след земетресението, тъй като началникът на гарата на баща му е повикан да ръководи железопътния трафик там. В продължение на месеци той живее в два вагона и по-късно си спомня преживяното в стихотворението „Към бащата“.
Сред първите спасителни екипи, които пристигат в Реджо, е този от Козенца, воден от социалиста Пиетро Манчини (бащата на Джакомо), който заявява:
| „ | Описанията във вестниците на Реджо и околностите му са под истината. Никоя дума, дори и най-преувеличената, не може да ви даде идеята. Сигурно сте виждали. Представете си всичко, което може да бъде най-тъжно, най-пусто. Представете си напълно разрушен град, смаяни хора по улиците, гниещи трупове на всеки ъгъл и ще имате приблизителна представа какво е Реджо, красивият град, който някога е бил. | “ |

А вестниците пишат:
| „ | Вече няма съмнение, че ако службите за спешна помощ бяха пристигнали в Реджо, сега нямаше да се оплакват толкова много жертви. | “ |

| „ | Установено е, че Реджо остана почти напълно изоставен в продължение на два дни. Първият, който се втурна да го спаси на 28-ми, дойде пеша от Ладзаро - заедно с генерал Мацители и няколкостотин войници: това бяха докторите Анета и Белици заедно с членовете на отряда на земеделските работници от Чиро – 150 силни мъже, придружени от адвокат Берардели от Козенца. Този екип имаше възхитително поведение и оказа помощ на хилядите ранени, лежащи на гарата. Същите работници осигуриха разчистването на железопътната линия, благоприятствайки възстановяването на железопътните съобщения. Веднага щом пристигнаха, бяха заобиколени от тълпа гладни хора и хлябът, който бяха донесли, бе буквално изтръгнат от ръцете им. Така те трябваше да страдат от глад до 30-ти, когато започнаха да пристигат корабите. | “ |

### Обществени места
В Месина, по-голямата част от която е повредена, богати и бедни, граждански и военни власти остават под развалините: комисар Паоло Карузо, генерал Кота и главният прокурор д-р Крешенцо Грило, бившият ректор на университета Джакомо Макри, трима депутати (Джузепе Ариго, Николо Фулчи (бивш министър) и Джузепе Ориолес); загиват и повече от половината членове на Общинския съвет.
Присъствието на силите на реда е почти напълно унищожено, заедно с квестора Карузо загиват повече от 3/4 от полицейските служители; от казармата на Финансовата гвардия от 200 служители само 41 излизат живи. На ЖП гарата само осем от 280-те служители в цеховете и пътуващия персонал се отзовават на поименната проверка. С пълното срутване на Гражданската болница от 16 век сред около 200 пациенти, лекари и медицински сестри има само 11 оцелели.
Гаетано Салвемини, от 1901 г. професор по съвременна история в Месинския университет, губи съпругата си, петте си деца и сестра си, оставайки единственият оцелял от цялото си семейство. Префектът Адриано Тринкиери (1850-1936) е намерен по чудо невредим сред развалините на сградата на Префектурата, архиепископ Летерио Д'Ариго Рамондини, брат на оцелелия кмет Гаетано Д'Ариго Рамондини, също остава невредим.
В облака прах, който закрива небето, под проливния дъжд и в тъмното, полуоблечените, замаяни от нещастие оцелели не успяват веднага да осъзнаят какво се е случило. Някои се отправят към морето, други остават близо до домовете си в опит да помогнат на близки и приятели. Тук те са хванати от експлозиите и пожарите, причинени от газа, който се отделя от прекъснатите тръби. Сред пропасти и планини от развалини пожарите се разпространяват и къщи, сгради и дворци избухват в пламъци, разположени в района на улиците „Кавур“, „Кардинес“, „Ривиера“, бул. „Миле“ и ул. „Монастеро Сант Агостино“.
Към щетите, причинени от сеизмичните трусове и пожарите, с добавени тези, причинени от цунамито с впечатляваща сила, което залива крайбрежните райони на целия Месински пролив с опустошителни вълни, оценени в зависимост от местоположението на източното крайбрежие на Сицилия, от 6 до 12 м височина (13 метра в Пеларо, махала на Реджо). То причинява много жертви сред оцелелите, събрани на морския бряг, търсейки измамна защита. Внезапно водите се отдръпват и след няколко минути поне три големи вълни причиняват още разрушения и смърт. Гигантските вълни достигат брега, помитайки и разбивайки всичко. При отстъплението си приливът засмуква лодки, трупове и ранени. Много хора, излезли невредими от срутванията и пожарите, се удавят и са повлечени в открито море. Някои кораби на котва са повредени, други успяват да запазят котвите си, като се блъскат един с друг, но претърпяват ограничени щети. Село Фаро на няколко километра от Месина е почти напълно унищожено. Яростта на вълните отнася къщите, разположени в близост до плажа, и в други райони. Най-силно засегнатите места са Пеларо, Ладзаро и Галико на калабрийското крайбрежие; Брига и Парадизо, Сант'Алесио чак до Рипосто по сицилианското.
В Реджо са разрушени няколко обществени сгради. Казармите и болниците претърпяват сериозни щети: 600 жертви от 22-ра пехота, разположена в казармите Мецакапо; в Гражданската болница от 230 хоспитализирани пациенти само 29 са спасени.
В Палми шокът е също толкова опустошителен, причинявайки около 700 смъртни случая и хиляда ранени. Обитаемият център се състои от 2221 къщи (много от които с лоша строителна система), от които 445 са се срутват, 1189 са сериозно повредени и 387 претърпяват незначителни щети. Църквата „Сан Роко“, катедралата и няколко обществени сгради също са унищожени.
В Полистена трагичното събитие води до 6 убити, 30 ранени и много сгради повредени или напълно разрушени; от 2257-те къщи, съставляващи местността, 52 се срутват, 53 са сериозно повредени и 204 претърпяват незначителни щети. Сред църквите най-големи щети са нанесени на църквата „Св. Троица“ със срутване на покрива, на църквата „Непорочното зачатие“ с частично срутване на фасадата и на катедралата „Санта Марина Верджине", която поради големи щети пострадва цялата и е на ръба да бъде съборена, но е подложена на радикална реставрация много години по-късно. И близо до Катандзаро, особено в Тириоло, има много щети, но малко смъртни случаи, предвид скромния размер на къщите.
В Сицилия също има срутвания в Малето, Белпасо, Минео, Сан Джовани ди Джаре, Рипосто и Ното. В Казалвекио Сикуло пада част от църквата „Сант Онофрио Анакорета“ от 17 век; в Савока се срутва общинското седалище – сграда от 14 век, наричана още Курията . В Санта Тереза ди Рива се срутва камбанарията на църквата „Кармине“. В Али Терме срутването на част от Колежа за монахини причинява смъртта на ученичка. В Калтаджироне половината военен квартал се срива.
В сицилианската йонийска област някои исторически анекдоти, свързани със земетресението, все още се предават днес, много от тях се предават почти изключително устно в семейството. Именно в Сант'Алесио Сикуло се разказва за лодка, пренесена от драматичната вълна от плажа до вътрешността на Джампилиери Марина (подселище на Месина); в застроената зона на Локади, днес малка част от Паляра, старото селище е изцяло засегнато от срутвания и поражения, дотолкова че внезапно цялото население се приютява в еспланадата отгоре (днес многофункционална зона), за да възстанови селото от нулата на запад. В Санта Тереза ди Рива е трогателното свидетелство на първите, които се събуждат и изтичват до плажа веднага след приливната вълна, за планини от пясъчници по бреговата линия (годни за консумация риби с форма на торпедо, около 10 cm), които пречат на гледката към отсрещния бряг на Калабрия. През следващите месеци, все още в Санта Тереза ди Рива, няколко батерии от казарми са създадени там, където днес се намира квартал Тореварата.
Проблемът с опазването на обществения ред веднага след удара е драматичен; например група от затворници, избягали от срутването на съдебните затвори, се насочват към останките на Италианската банка и Съдебната палата, за да проникнат в трезора на първата и да изгорят архивите на втората.
Месина, която по онова време има около 140 000 жители, губи около 80 000 души, а Реджо Калабрия регистрира около 15 000 смъртни случая от население от 45 000 жители. Според други оценки е достигната цифрата от 120 000 жертви – 80 000 в Сицилия и 40 000 в Калабрия. Броят на ранените е много голям, а материалните щети са катастрофални. Вторичните трусове се повтарят често през следващите дни и почти до края на март 1909 г.

## Места от художествен или културен интерес
Много от монументалните сгради в градските центрове претърпяват щети, които, макар и да не са непоправими, довеждат до тяхното разрушаване за изпълнението на генералните планове, изготвени от инженерите Борци и Де Нава. Те предвиждат изграждането на почти напълно нови градове, със сгради със скромна височина (не повече от два или три етажа, дори за обществените) и дълги, широки, прави улици с ортогонален план. Регулационният план на инженер Луиджи Борци предвижда за град Месина акведукт с дебит от 15 хил. кубически метра вода на ден. Градът също е ограничен на запад от склоновете на Пелоритани, на юг от потока Гаци и индустриалната зона, а на север от потока Анунциата.
Месина и Реджо Калабрия губят голяма част от историческата си памет. Някои сгради са буквално сринати със земята, а населението, което живее там, хванато от земетресението в ранната сутрин, няма време да се спаси.

### Месина
- Внушителната Палацата: група сгради в неокласически стил с изглед към пристанището, творба от 17 век на архитекта Симоне Гули, възстановена след земетресението от 1783 г. от архитекта Джакомо Минутоли
- Много богатото кметство, дело на Джакомо Минутоли, включено в Палацата
- Палацо дела Догана, построен върху останките на Кралския дворец, който на свой ред се срутва при земетресението от 1783 г.
- Гран хотел „Тринакрия“
- Дворец „Арена“
- Дворец„ Аварна“
- Дворец „Бруначини“
- Съдебна палата
- Палат на търга (Палацо дел Апалто)
- Палата на търговската камара
- Гран Палас
- Дворец „Моло“, дело на Филипо Ювара
- Дворец „Писторио-Касибиле“
- Кралски дворец
- Градска болница
- Религиозна архитектурa:
  - Катедралата, по-късно преустроена от архитекта Валенти по предполагаемите линии на оригиналната норманска структура
  - Съкатедралата „Архимандритато дел Сантисимо Салваторе“, възстановена през XVI век от Карл V в устието на потока Анунциата на мястото на сегашния Регионален музей
  - Къща на отците минорити
  - Църква на Сантисима Анунциата, дело на Гуарино Гуарини
  - Църква на душите в Чистилището
  - Църква „Сан Филипо Нери“
  - Църква „Сан Грегорио“ в хълмистата част на града над ул. „Монастери“ (днес през „XXIV Маджо“) по проект на Филипо Ювара
  - Църква „Сан Николо дей Джентилуомини“
  - Църква „Сант Агостино“
  - Църква „Санта Мария дела Скала“
  - Църква „Санта Мария Мадалена“
  - Църква „Сан Джовани ди Малта“
  - Църква „Санта Тереза“
  - Йезуитски колеж: седалището на историческия Месински университет, основан като първия йезуитски колеж в света през 1548 г.
  - Манастир „Сан Франческо“

- Палацата
- Сграда на кметството
- Палацо „Моло“
- Градска болница
- Катедралата
- Кралски дворец
- Палацо „Грано“
- Палацо дел Апалто
- Църква на душите на Чистилището
- Църква „Сан Грегорио“
- Църква „Сантисима Анунциата дей Театини“
- Църква „Сан Джовани Батиста дей Джезуити“
- Църква „Сан Джовани ди Малта“

### Реджо Калабрия
- Много дългата Реал палацина, съставена от непрекъсната последователност от елегантни наполеонови сгради, гледащи към древния морски бряг
- внушителният Палацо „Сан Джорджо“ (Кметството), по-късно преустроен от архитекта Ернесто Базиле
- елегантната Вила „Дженоезе-Дзерби“ – пример за барок от 17 век в града
- важните дворци Мантика, Рамирес и Ретано
- много църкви и базилики, включително много богатата барокова катедрала, която преустроена се превръща в най-голямата свещена сграда в Калабрия; древната византийска базилика „Католика дей Гречи“
- монументалните крайбрежни фонтани и голям брой важни обществени и частни сгради.

В пристанището на Реджо крайбрежната железопътна линия е прекъсната и много вагони са извадени от морето.

## Първи новини и помощ
В Месина щабът на 1-ва ескадрила миноносци на Реджа Марина, торпедните лодки „Сафо“, „Серпенте“, „Скорпионе“, „Спика“ и крайцерът „Пиемонте“ са закотвени в пристанището. На борда на крайцера има екипаж от 263 души, включително офицери, подофицери и моряци. В 8 часа сутринта на 28 декември „Сафо" успява да отвори път през останките на пристанището. Неговите хора и тези от крайцера „Пиемонте“ дебаркират, като по този начин започват спасителните операции. Над 400 ранени и бежанци са незабавно посрещнати, които впоследствие са транспортирани по море до Милацо. Командирът на „Пиемонте" Франческо Пасино, който слиза на брега предната вечер, за да се присъедини към семейството си, загива заедно с него.
На борда на крайцера, към който се присъединяват някои армейски офицери, оцелели след бедствието и в съгласие с гражданските власти, са предприети първите стъпки за събиране и организиране на наличния персонал, информиране на правителството за случилото се и искане на подкрепления. За тази цел задачата е възложена на лейтенант А. Белени, който със своя торпеден катер „Спика“ и други части напуска пристанището на Месина въпреки лошите морски условия. От Марина ди Никотера в ранния следобед успява да изпрати телеграфна депеша. Съобщението пристига в Рим след три или четири часа, не се знае защо (може би телеграфните линии са частично повредени в участъка на север от Никотера). След това същото е съобщено и на министъра на флота:
| „ | Днес торпедният кораб „Спика“ от Марина ди Никотера изпрати телеграма в 17:25 часа, в която се казва, че голяма част от град Месина е унищожена. Има много загинали и няколкостотин срутени къщи. Ужасяващо е да трябва да разчистваме развалините, тъй като местните ресурси са недостатъчни. Спешно са необходими помощ, провизии, съдействие на ранените. Всяка помощ е неадекватна на сериозността на бедствието. Командир Пасино загина под развалините. | “ |

### Действия на италианското и чуждестранно правителство и флот
Премиерът Джовани Джолити е достигнат от първите съобщения в късната сутрин на 28 декември, но тъй като подценява размерите на катастрофата, той ги отхвърля като „поредното досадно оплакване на Юга за срутването на някои комини!“. В Рим следобедните вестници все още носят неясни новини за няколко загинали в Калабрия от земетресение. Първата официална новина за истинските размери на бедствието идва с телеграмата, изпратена от Марина ди Никотера от командира на торпедния катер „Спика“. Други следват от различни места и структури, давайки груба представа за катастрофата. Едва вечерта най-после е свикан Министерският съвет и започва да се разглежда ситуацията, като се издават първите указания.
Командването на Генералния щаб на армията мобилизира голяма част от намиращите се на територията на страната части. Министърът на военноморските сили нарежда на военноморската дивизия, плаваща във водите на Сардиния, съставена от линейните кораби „Реджина Маргерита“, „Реджина Елена“, „Виторио Емануеле“ и „Наполи“, да сменят курса и да се насочат към зоната на бедствието. Министърът на благоустройството Пиетро Бертолини заминава незабавно за Неапол, откъдето, качвайки се на крайцера „Коатит“, достига до Месина. Крал Виктор Емануил III и кралица Елена също заминават за Неапол на 29 декември; след това се качват на „Виторио Емануеле“, спрял, за да се натоварят медицинските консумативи и удобствата на борда, и достигат Сицилия в ранните часове на 30 декември.
Но още на разсъмване на 29 декември пристанището на Месина е претъпкано. Руска военноморска ескадра е на котва в Аугуста с корабите „Макаров“, „Гуйлак“, „Кориец“, „Богатир“, „Слава“ и „Цезаревич“. Кметът на Аугсбург Антонио Омодей стига до флагмана и убеждава адмирал Ливитнов незабавно да окаже помощ на пострадалите от земетресението, без да чака зелена светлина от Петербург. Храна, одеяла, лекарства, лопати, кирки, събрани и предоставени от Община Аугуста, се товарят набързо и руските кораби отплават и се отправят с пълна сила към Месина. Тук те са първата организирана сила, която се намесва. Скоро след това се появяват британските военни кораби „Сътли“, „Минерва“, „Ланкастър“, „Екмаут“, „Дънкан“, „Юриалъс“. Руският командващ адмирал Владимир Пономарев има подготвена първа помощ, като осигурява и работа по обществения ред срещу крадците, които често са разстрелвани след съкратени съдебни процеси, затруднено и поради езикови недоразумения.
Италианските кораби, които пристигат на 30 декември, закотвят на третия ред. Въпреки изненадата никой не реагира особено, въпреки че известно време по-късно пресата се намесва противоречиво. След като котвите са пуснати в морето, италианските екипажи също са разтоварени и наети според нуждите на случая. Кралят и кралицата пристигат на разсъмване на 30 декември. С моторна лодка, придружени от министрите Бертолини и Орландо, те обикалят брега и след това се връщат на борда на своя кораб. Кралицата, която остава на бойния кораб, допринася с голям ангажимент за грижите за болните, докато кралят стига до континента, за да изрази своята похвала и благодарност към италианските и чуждестранните войски, ангажирани в трудните операции за първа помощ.
Военните кораби, сега превърнати в болници и транспортни средства, товарят ранените и след това сноват напред-назад към Неапол и други крайбрежни градове, като се грижат и за прехвърлянето на войските, които вече са концентрирани в пристанищата и чакат местоназначението си. Започва притокът на хора, включително карабинерите от легионите на Палермо и Бари и много армейски отдели. За онези, които пристигат през нощта, град Месина изглежда осветен от пожарите, които продължават няколко дни.
Кралският кораб „Наполи" от Месина се премества в Реджо. Неговият командир Умберто Кани, след като временно поема командването на "квадрата" и на спасителните операции, сваля моряците от кораба, за да организира помощ и да създаде първа полева болница, предназначена за лечение на леко ранени. Най-тежките случаи са пренесени на борда. След това Кани разделя града на различни области, като ги разпределя на мъжете от „Наполи“ и на армейските войски, които вече са налични на място, включително оцелелите от 22-ри пехотен полк и някои отряди на 2-ри берсалиерски полк, пристигнали междувременно. Моряците заедно с някои ядра карабинери организираха патрули с цел осигуряване на нуждите на обществената безопасност.
Първите издания на вестниците съобщават синтетични данни, а следващите дават по-сигурни и подробни новини. Вестник „Кориере дела Сера“ на 30 декември излиза със заглавие: „ЧАСЪТ НА СТРАХА И НА СМЪРТТА. Два града в Италия са унищожени. Нашите братя, убити с десетки хиляди в Реджо и Месина“. Така Италия научава, че в Реджо и Месина цели квартали са рухнали, че цели семейства, болни хора, служители, пазачи и войници са изчезнали под развалините на къщи, болници и казарми. Тя също така научава за прекрасното състезание на международна солидарност, открито между чуждестранни и италиански кораби, за да донесат помощ на оцелелите и да транспортират необходимите материали и хора до местата, засегнати от земетресението.
Целият свят е трогнат: държавни, правителствени ръководители и папа Пий X изразяват своите съболезнования и изпращат значителна помощ, включително финансова. Френски, немски, испански (крайцер „Princesa de Asturias“), гръцки и други национални военни кораби напускат местата си за акостиране и след като стигат до двете страни на пролива, предоставят екипажите си на разположение, за да осигурят необходимото.
В цяла Италия, в допълнение към интервенциите, организирани от Червения кръст и Ордена на малтийските рицари, са сформирани комитети за подпомагане за събиране на пари, храна и дрехи. Екипи от доброволци, съставени от лекари, инженери, техници, работници, свещеници и учители, тръгват от много провинции, за да осигурят своята ефективна подкрепа в районите, засегнати от земетресението, въпреки съществуващите трудности при прехвърлянето. Държавните железници също изпращат свой собствен персонал: сред тях е Гаетано Куазимодо, който стига до Месина със семейството си на буксир и по-специално с едва 7-годишния си син Салваторе, бъдещ лауреат на Нобелова награда за литература. 
За неговия голям ангажимент през 2006 г. Община Месина посвещава улица на Кралския флот.
Италианският кралски флот и кралската армия са остро критикувани, както заради закъсненията си в сравнение с някои чуждестранни флоти, така и защото са виновни за безброй злоупотреби и престъпления срещу населението на земетресението, като например жестокото застрелване на 15-годишно дете, търсещо сред развалините родителите си, докладвано подробно от сенатор Джовани Алфредо Чезарео, последвано от десетки други бързи екзекуции на граждани на Месина, погрешно смятани за мародери, но които в действителност са имали намерение да ровят из развалините на домовете си, за да могат да съберат нещо за храна или подслон. В тази връзка спонтанно възниква въпросът на торинския журналист Одино Моргари, който се чуди защо „крадящите от мъртвите не са разстреляни, при условие че не търсят близките си под развалините, а вместо това тези, които крадат от живите не са били застреляни“, като се има предвид невероятната поредица от кражби, извършени от италианската армия. Накрая очевидци виждат как някои италиански моряци крадат предмети и скъпоценности, намерени в развалините.
Пътническият немски кораб „Терапия“ е сред първите чуждестранни цивилни кораби, които оказват помощ на хората от Месина; когато доставките се изчерпват, той е заменен от парахода „Бремен“.

### Възхвала на краля към войските и обвинения на пресата към правителството
Крал Виктор Емануил III дебаркира в Месина сутринта на 30 декември 1908 г., придружен от кралица Елена и министрите Виторио Емануеле Орландо, Карло Мирабело и Пиетро Бертолини. На кея на пристанището (пред руините на Палацата) те са очаквани от префекта Адриано Тринкиери и кмета на Месина Гаетано Д'Ариго Рамондини. Кметът, който изобщо не е смутен, се обръща към суверена, заявявайки, че помощта е дошла в Месина от руснаците, а не от италианците. Той незабавно е уволнен заради това. Обявено е извънредно положение и са предоставени пълни правомощия на генерал Франческо Маца.
На 5 януари 1909 г. кралят смята за уместно да отправи собствената си възхвала към италианския и чуждестранен персонал, винаги отдаден със сериозна саможертва в изпълнението на възложените задачи:
| „ | До армията и армията, В ужасната катастрофа, която порази обширен регион на нашата Италия, унищожавайки два големи града и множество села в Калабрия и Сицилия, за пореден път успях лично да се убедя в благородния ентусиазъм на армията и на армадата, които обединявайки усилията си за тези на доблестните офицери и екипажи на чуждестранни кораби, извършиха дело на възвишено благочестие, като изтръгнаха от руините, дори с актове на истински героизъм, нещастните погребани, лекуваха ранените, хоспитализираха и оказваха помощ на оцелелите. При неотдавнашния спомен за окаяното зрелище, което дълбоко ме развълнува, чувството на възхищение, което отправям към армията и армадата, избухва от душата ми и остава много живо. Моите благодарствени мисли също спонтанно отиват към адмиралите, офицерите и екипажите на руските, английските, германските и френските кораби, които, възхитителен пример за човешка солидарност, направиха такъв щедър принос на ума и работата. | “ |

На 8 януари 1909 г. Камарата на депутатите се събира, за да разгледа някои спешни правни и финансови разпоредби в полза на пострадалите местности. След като приема предложенията за нови данъци и важни бюджетни кредити за реконструкция, на 12 януари Сенатът на свой ред единодушно одобрява законопроекта в полза на Месина и Реджо. Присъединявайки се към думите на краля, той прави свое изявление:
| „ | В начинанието, с мисълта за родината, Сенатът, разглеждащ мерките, предназначени да съживят съдбата на провинциите Месина и Реджо Калабрия, отдава почит и благоговейни аплодисменти на техни величества Кралят и Кралицата, на Нейно величество кралицата майка и на кралските принцове, първи да донесат помощ на мястото на бедствието; на Правителството, на Армията, на нашия флот, на нациите и на чуждите флоти, които с щедра саможертва се стремяха да поправят огромната катастрофа, която засегна всички цивилизовани народи. | “ |

Някои вестници, критикувайки приетите финансови мерки и по-специално увеличението на данъците, обвинявят правителството, че е похарчило много и е насочило погрешно средствата, набрани по време на земетресенията от предишни години, без обаче да донесе ползи на пострадалото население.
Други вестници, включително „Темпо“, приписват сериозни грешки на военните командвания: частична неспособност при управлението на операциите за подпомагане, бюрократично объркване и забавяне в местното разпределение на ресурсите, неефективност и забавяне също при възстановяването и разпознаването на телата. Допълнителни атаки има срещу италианския флот, оценен като по-малко загрижен и готов в сравнение с капацитета и функционалността, демонстрирани от чуждестранни военноморски ескадрили. В. „Джорнале ди Сичилия“ се оплаква от недостатъци в разпределението на храна и удобства, както и от процедурни трудности при изплащането на помощта.
Министър-председателят Джовани Джолити, без да отрича евентуални неизправности във веригата на командване и в организацията на спасителните дейности, защитава структурите и предлага като извинение мащаба на бедствието, която е непредсказуемо и в страничните си ефекти. Министърът на военноморските сили Карло Мирабело обявява всяко сравнение с широко заслужените действия на офицери и моряци от чуждия флот за клеветнически и експлоататорски.
В същото време военният министър Северино Касана е помолен да отиде в Реджо, Месина, Палми и околностите, за да провери лично обвиненията, отправени от пресата относно работата на армията. След завръщането си на 16 януари 1909 г., за да изтрие дискредитацията, нанесена на човешките ресурси, все още упорито ангажирани в извънредната ситуация, той добавя възхвалата си към тези на краля и на парламента:
| „ | В момента, когато напускам тези места, ужасно изпитани от нещастие, изпращам моите щедри поздрави на всички членове на армията, които тук щедро са допринесли за тяхната работа. На оцелелите от бедствието, които от първия миг и с чист героизъм допринесоха за сериозната и жалка спасителна работа, показвайки ясно, че най-ужасните изпитания не сломяват душата на италианския войник, не намаляват енергията му и не отнемайте вярата му в бъдещето, идва почитта на моето силно възхищение. Нека похвалата на Негово величество краля и аплодисментите на нацията, на които парламентът бе авторитетен тълкувател. Една армия, в която чувството за национално братство и неограниченото с саможертва от изпълнението на дълга са толкова дълбоко вкоренени, дава основание за пълна увереност в бъдещата съдба на Италия. | “ |

Впоследствие са предоставени данни и статистика за хората, открити живи под развалините, за общо около 17 000 души, от които около 13 000 спасени от италианската армия, 1300 от руснаците, 1100 от британците и 900 от германците. По отношение на транспортните операции на флота, предадената информация дава със сигурност на датата 2 януари 1909 г. прехвърлянето в различните болници на около 10 300 ранени, докато други 1200 са преместени от английския флот и около 1000 от руския. Разкрити са загубите на личния състав на армията, флота и други видове части, част от които по време на спасителните операции: общо около 1000 души, от които 100 от флота.
Отдадено е широко внимание на усилията, положени от Краля, от кралското семейство и по-специално на помощта, оказана по случая от кралица Елена. Таблоидните хроники и отразените в тях обвинения са сведени за кратко време до няколко маргинални реда, за да бъдат напълно изчерпани при липса на елементи, върху които да се основава критиката. В същия период от време Danzer's Armée Zeitung – виенски вестник, близък до ориентацията на имперските военни лидери, в статия поддържа, че Австро-Унгария е трябвало да се възползва от възможността от трудната ситуация, причинена от земетресението в Реджо и Месина, за да започва превантивна война срещу Италия. Инцидентът е разрешен по дипломатически път в кратки срокове, но всичко е отложено само със седем години до Първата световна война.
Един от първите скандали, които избухнват около управлението на средствата, дарени от националната и международната солидарност, включва работата на тогавашния кмет на Рим Ернесто Натан, обвинен, че е дарил пари, които е получил от цял свят за разселени лица и сицилианци и оцелелите от Калабрия, на негови приятели и на избирателната му клиентела под прикритието и защитата на самия Джовани Джолити. Реконструкцията е критикувана и поради бавността ѝ, липсата на антисеизмични свойства на къщите, построени след земетресението, и поради факта, че някои наследници на оцелелите живеят в колиби в продължение на десетилетия.

## Интервенции за реконструкцията, награди и отличия
След като са осигурени финансовите ресурси чрез законови разпоредби и важна помощ, пристигнала от различни части на света, са анализирани хипотезите за намеса за възстановяване. При първоначалното предложение да се разруши напълно това, което е останало от Месина и да се построи в друга област, жителите се разбунтуват. След като проектът е изоставен, започва разчистването на развалините, разрушаването на необитаемите сгради, възстановяването на основните услуги и на къщите, които все още са частично или изцяло обитаеми. Създадени са  специални комисии и е ревизиран планът за градоустройство, като се определят по-подходящи критерии за нови сгради и се изисква, наред с други неща, приемането на антисеизмични строителни методи.
За задоволяване на най-неотложните нужди на населението започва изграждането на дървени бараки, които заместват или допълват палатковите селища. Поради това възникват временни области, наречени американски, ломбардски, швейцарски, германски и т.н. в знак на благодарност към страните, които с помощта си са улеснили реализацията му; квартал носи и на името на кралица Елена. Работата не продължава бързо, което поражда нови полемики срещу правителството и нови статии във вестниците, включително тези, публикувани от „Доменика дел Кориере“, който излиза през февруари 1909 г., оплаквайки се от бюрократична мудност и илюстрирайки, както винаги, своето издание с една от престижните картини на Акиле Белтраме.
Както и в други случаи, през май 1909 г. правителството решава да награди цивилни лица, войници, органи и хуманитарни организации, участващи в спасителни операции, със специална грамота, като по този начин свидетелства особените заслуги, придобити от тях в работата по подпомагане, извършена в полза на жертвите на земетресението . Към адмирал Ливитнов и руските моряци получават специални грамоти за своевременната намеса и спасяването на стотици човешки животи, както и на кмета на Аугуста адвокат Антонио Омодей, който получава почетно отличие.
Виктор Емануил III издава на 6 май 1909 г., с номер 338, Кралски указ, с който се установяват процедурите за предоставяне на специален медал за заслуги, в два различни формата и в три степени, които да се приписват на юридически лица, в голям формат, и на хората в малкия формат, отчетени и признати за достойни за връчване от специална комисия, назначена за тази цел. Чл. 3 от указа е обнародван след това с този от указа от 21 октомври 1909 г. n. 719, който променя предишните цветове на лентата за окачване в новия нюанс на зеленото, оградено с бяло.
Законът n. 579 от 21 юли 1910 г. превръща кралските укази, свързани със земетресението от 28 декември 1908 г., в закон, е публикуван в Официален вестник, бр. 196 от 23 август 1910 г.

## Известни личности, загинали при земетресението
- Карло Луиджи Инверници, (р. 1827 г.), гарибалдиец
- Франческо Перони Паладини (р. 1830 г.), адвокат, гарибалдиец и депутат
- Джакомо Макри (р. 1831), юрист и политик; бивш ректор на Месинския университет
- Рафаеле Вилари (р. 1831 г.) писател, патриот и историк
- Грегорио Дзапала (р. 1833 г.), скулптор
- Франческо Физикела (р. 1841), свещеник, философ и юрист
- Нино де Лео (р. 1843), гарибалдиец, патриот и политик
- Гаетано Русо (р.1847), скулптор от Месина
- Амалия Елвира Мондио, вдовица Кризафули (н. 1854), благородничка
- Паоло Карузо (р. 1855), квестор на Месина
- Николо Фулчи (р. 1857), политик и адвокат, депутат и министър на Кралство Италия
- Джузепе Ариго (р. 1858 г.) адвокат, кмет на Месина от 1897 до 1899 г. и депутат на Кралство Италия
- Гаспаре Д'Урсо (р. 1861), лекар и академик. Декан на Факултета по медицина и хирургия на Месинския университет
- Никола Петрина (р. 1861), политик и синдикалист, основател на сицилианските фашисти
- Чарлз Боусфийлд Хюлит (р. 1863 г.), английски англикански духовник, папиролог и спортист. Футболен треньор на Клуб Месина (1900)
- Арналдо Сабатини (р. 1864), библиотекар, директор на Университетската библиотека в Месина
- Едуардо Джакомо Бонер (р. 1866), поет, писател и журналист
- Джовани Ное (р. 1866), политик
- Филипо Ре Каприата (р. 1867), физик от Ликата, предшественик на телевизията, професор в Месинския университета
- Агатино Джовани Барбера (р. 1867), лекар и учен, професор по физиология в Месинския университет
- Габриеле Грасо (р. 1867), географ, родом от Ариано Ирпино
- Бенедето Кракси (р. 1867), професор по философия в Лицей „Мауролико“, дядо по бащина линия на Бетино Кракси
- Мария Патерно Арецо (р. 1869), благородничка и филантроп
- Джулия Мария Минервини (р. 1870), съпруга на историка и политика Гаетано Салвемини, с пет от техните деца, Филипо, Леонида, Корадо, Уго и Елена, и със сестра на Салвемини
- Анджело Гамба (р. 1872), тенор, който играе ролята на Радамес на премиерата на „Аида“ в местния театър предната вечер
- Алфредо Де Медио (р. 1875 г.), юрист, професор по римско право в Месинския университет
- Рикардо Казалаина (р. 1881), композитор

- Карло Луиджи Инверници
- Франческо Перони Паладини
- Джакомо Макри
- Нино Де Лео
- Николо Фулчи
- Джузепе Ариго
- Никола Петрини
- Чарлз Хюлит
- Джовани Ное
- Филипо Ре Каприата
- Мария Патерно Арецо

## Галерия
- Руините на град Месина
- Абсидите на разрушената Катедрала на Месина
- Оцелели в палатка (Месина)
- Палатът на пристанището (Месина)
- Морската алея в Месина: в търсене на тела
- Месина след земетресението
- Руините на църквата „Санто Розарио“ в Реджо Калабрия
- Поглед към руините на Реджо Калабрия, напълно изравнен със земята
- Руините на Реал Палацина и Новия фонтан на Лунгомаре (Реджо К.)
- Казарми в квартал „Казерта“ в Реджо К.
- Руините близо до Ларго Амалфитано (Реджо К.)
- Оцелели в Реджо Калабрия
- Старото кметство в Палми
- Гладуващи в Палми чакат за храна
- Картичка със заглавие „Мъртвите по улиците“ (Палми)
- Следземетръсни бараки в Квартал „Пренестини“ (Палми)